# الکساندر ونتسل (بازیکن فوتبال، زاده ۱۹۴۴)
الکساندر ونتسل (اسلواکی: Alexander Vencel؛ زادهٔ ۸ فوریهٔ ۱۹۴۴) بازیکن فوتبال اهل چکسلواکی بود.
از باشگاه‌هایی که در آن بازی کرده‌است می‌توان به باشگاه فوتبال اسلوان براتیسلاوا اشاره کرد.
وی همچنین در تیم ملی فوتبال چکسلواکی بازی کرده‌است.